# 프리스톤
프리스톤(Freestones)은 벽개면이 없어 어느 방향으로도 쪼개지지 않는 성질을 가진 입상구조의 돌로서 조각용으로 이용된다.
끌과 함께 작업해야 하는 몰딩, 트레이서리 및 기타 복제 작업을 위해 석조물에 사용되는 석재 유형이다. 프리스톤(Freestone)은 어떤 방향으로든 자유롭게 자를 수 있기 때문에 붙여진 이름으로, 부서지거나 쪼개지지 않고 쉽게 자를 수 있을 만큼 결이 곱고 균일하며 부드러워야 한다. 19세기의 수많은 사전을 포함한 일부 출처에서는 돌에 결이 없다고 말하지만 이는 잘못된 것이다. 일부 국가에서는 부드러운 사암이 사용되지만 일반적으로 어란암(Oolitic)이 사용된다. 일부 교회에서는 내부 라이닝과 조각을 위해 클런치라고 불리는 경질백악을 사용한다.
일부 사람들은 "프리메이슨"이라는 단어가 원래 14세기부터 프리스톤을 조각할 수 있는 사람을 지칭했다고 믿었다.